# سیارک ۴۸۹۵
سیارک ۴۸۹۵ (به انگلیسی: 4895 Embla، نامگذاری:1986TK4) چهار هزار و هشتصد و نود و پنجمین سیارک کشف شده‌است که در ۱۳ اکتبر ۱۹۸۶ کشف شد.
قدر مطلق سیارک برابر ۱۳٫۵۰ است.